# Жасмин кустарниковый
Жасми́н куста́рниковый (лат. Jasminum fruticans) — зимнезелёные, иногда листопадные кустарники рода Жасмин (лат. Jasminium) семейства Маслиновые (лат. Oleaceae).

## Распространение и экология
Встречается на Кавказе — на Черноморском побережье, в Армении, Азербайджане и Грузии, в Дагестане, и в Крыму, на юге Западной Европы, в Турции, Сирии, Ливане, Израиле, Иордании, Иране и в Копет-Даге.
Жасмин кустарниковый — пионер заселения осыпей, нарушенных эродированных склонов, предпочитает склоны южных экспозиций. Растёт одиночно или плотными зарослями. Произрастает по опушкам, на каменистых мергелистых склонах, является характерным компонентом шибляка (той его разновидности, где преобладает держи-дерево), арчевников, фисташников, сообществ сосны пицундской и сосны крымской, пушистодубовых лесов и томилляров.
Произрастает в нижнегорье, но может подниматься и до высоты 1600 м.
Мезотерм, выносит морозы до −20…25°С.
Гелиофит, ксерофит, засухоустойчив. Нетребователен к почве, произрастает на перегнойно-карбонатных эродированных почвах, кальцефит.

## Ботаническое описание

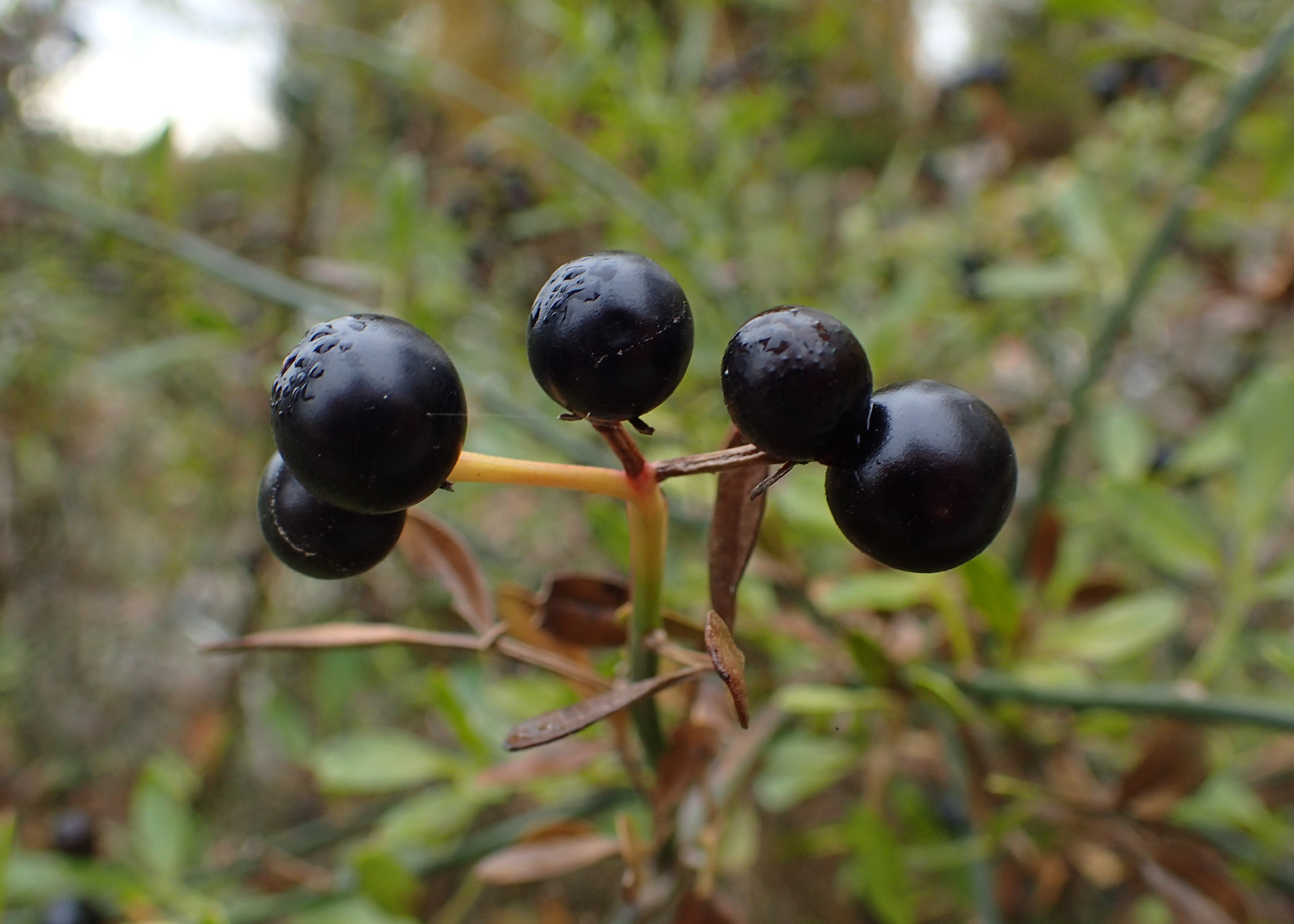
Плоды жасмина кустарникового

Зимнезелёный, в более холодных районах листопадный кустарник. Высота до 1 м, побеги угловатые, зелёные. Листья тройчатые, непарноперистые; листорасположение спиральное, листочки узкоэллиптические, притуплённые на вершине и реснитчатые по краям; пластинки голые, блестящие, сверху тёмно-зелёные, снизу более светлые.
Цветки обоеполые, ярко-жёлтые, собраны в полузонтики по 2—5 по концам боковых веточек, венчик с узкой длинной трубкой, блюдцевидный, трубка в 2 раза больше короткоколокольчатой чашечки; тычинок 2, завязь верхняя. Цветёт в мае—июле.
Плоды — шаровидные блестящие чёрные ягоды; плодоносит в августе-сентябре.

## Полезные свойства
Декоративное растение. Известно в культуре с 1570 года, пригодно для создания бордюров, живых изгородей. Является хорошим укрепителем склонов. Лекарственное. В Армении отвар с добавлением сахара использовали при хроническом бронхите и бронхиальной астме. Медонос. Плоды и годичные побеги показали активность против бактерий, вызывающих бактериальный рак табака.